# 細鮗
細鮗為輻鰭魚綱鱸形目鱸亞目七夕魚科的其中一種，分布於西太平洋區，包括印尼、澳洲、菲律賓、帛琉、密克羅尼西亞、巴布亞紐幾內亞等海域，棲息深度2-16公尺，體長可達7公分，棲息在珊瑚礁，屬肉食性，雄魚有護卵的行為。
其种加词来源于拉丁文“gracilis”，意为“纤细的”。